# Nhà đầu tư thông minh
Là nhà tư vấn đầu tư vĩ đại nhất của thế kỷ 20, Benjamin Graham đã giảng dạy và truyền cảm hứng cho nhiều người trên khắp thế giới. Triết lý "đầu tư theo giá trị" của Graham, bảo vệ nhà đầu tư khỏi những sai lầm lớn và dạy anh ta phát triển các chiến lược dài hạn, đã khiến The Intelligent Investor (Nhà đầu tư thông minh) trở thành cẩm nang của thị trường chứng khoán kể từ lần xuất bản đầu tiên vào năm 1949.

## Tác giả
Benjamin Graham (8 tháng 5 năm 1894 - 21 tháng 9 năm 1976) là một nhà kinh tế học, doanh nhân và là nhà đầu tư nổi tiếng và chuyên nghiệp người Anh-Mỹ. Không những thế, Graham được coi là người khai sinh ra trường phái đầu tư giá trị. Ngoài quyển nhà đầu tư thông minh ông cộng tác với David Dodd xuất bản cuốn sách nổi tiếng Phân tích chứng khoán (Security Analysis)

## Đánh giá
"Cuốn sách hay nhất về đầu tư từng được viết cho đến nay" (Warren Buffett) [1]
"Graham không chỉ là một trong những nhà đầu tư giỏi nhất trên đời, ông còn là nhà tư tưởng về thực hành đầu tư vĩ đại nhất của mọi thời đại. Trước khi có Graham, các nhà quản lý tiền tệ hành động giống như một phường hội thời Trung cổ, phần lớn bị chi phối bởi những điều mê tín, đoán mò và các nghi lễ kỳ lạ. Graham đã biến cái vòng cổ hủ đó thành một ngành nghề hiện đại." (Jason Zweig) [2]

## Sách
Phân tích chứng khoán (Security Analysis),  The Intelligent Investor (Nhà đầu tư thông minh)